# Aleksandr Goloebev
Aleksandr Vjatsjeslavovitsj Goloebev (Russisch: Алекса́ндр Вячесла́вович Го́лубев) (Kostroma (Sovjet-Unie), 12 mei 1972) is een voormalig Russisch schaatser.
Aleksandr Goloebev was een schaatser met een zeer snelle start, maar in de volle ronden die volgden zakte zijn snelheid vaak in. Zo ook bij de Olympische Winterspelen van 1992 in Albertville. Daar opende hij als snelste in 9,73, dit was 0,05 seconde sneller dan de eerstvolgende Uwe-Jens Mey, maar in de volle ronde verloor hij een halve seconde op de olympisch kampioen. Twee jaar later in Lillehammer opende de Rus op de Winterspelen van 1994 weer als snelste, nu met 0,2 seconde voorsprong op de eerstvolgende Hiroyasu Shimizu. Ditmaal hield hij wel de snelheid tot de eindlijn en eindigde zeer verrassend als eerste met 0,06 seconde voorsprong op landgenoot Sergej Klevtsjenja die zilver won.
In zijn hele carrière heeft hij maar één andere internationale schaatswedstrijd gewonnen. Dit was in 1993 op de 500 meter bij een World Cup wedstrijd in Heerenveen.

## Records

### Wereldrecords
| Nr.  | Afstand              | Tijd  | Datum           | Baan  |
| ---- | -------------------- | ----- | --------------- | ----- |
| jr1. | 500 meter (junioren) | 37,01 | 6 februari 1991 | Medeo |

#### Wereldrecords laaglandbaan (officieus)
| Nr. | Afstand   | Tijd  | Datum         | Baan       |
| --- | --------- | ----- | ------------- | ---------- |
| 1.  | 500 meter | 36,45 | 13 maart 1993 | Heerenveen |

## Resultaten
| Jaar | Olympische Spelen | WK Afstanden | WK Sprint               |
| ---- | ----------------- | ------------ | ----------------------- |
| 1992 | 7e 500m           |              | DQ1 (DQ, 22e, 8e, 25e)  |
| 1993 |                   |              | 4e · (6e, 11e, 6e, )    |
| 1994 | 500m · 17e 1000m  |              | 14e (7e, 13e, 10e, 23e) |
| 1995 |                   |              | -                       |
| 1996 |                   | 21e 500m     | 21e (15e, 28e, 6e, 29e) |
| 1997 |                   | -            | -                       |
| 1998 | 20e 500m          | -            | 16e (5e, 21e, 8e, 23e)  |

- = geen deelname
DQ1 = diskwalificatie bij de 1e afstand

### Medaillespiegel
| Kampioenschap     | Goud | Zilver | Brons |
| ----------------- | ---- | ------ | ----- |
| Olympische Spelen | 1    | 0      | 0     |
| WK Afstanden      | 0    | 0      | 0     |
| WK Sprint         | 0    | 0      | 0     |

1924: Charles Jewtraw ·
1928: Clas Thunberg/Bernt Evensen ·
1932: Jack Shea ·
1936: Ivar Ballangrud ·
1948: Finn Helgesen ·
1952: Ken Henry ·
1956: Jevgeni Grisjin ·
1960: Jevgeni Grisjin ·
1964: Richard McDermott ·
1968: Erhard Keller ·
1972: Erhard Keller ·
1976: Jevgeni Koelikov ·
1980: Eric Heiden ·
1984: Sergej Fokitsjev ·
1988: Uwe-Jens Mey ·
1992: Uwe-Jens Mey ·
1994: Aleksandr Goloebev ·
1998: Hiroyasu Shimizu ·
2002: Casey FitzRandolph ·
2006: Joey Cheek ·
2010: Mo Tae-bum ·
2014: Michel Mulder ·
2018: Håvard Holmefjord Lorentzen ·
2022: Gao Tingyu